# Zeno (kráter)

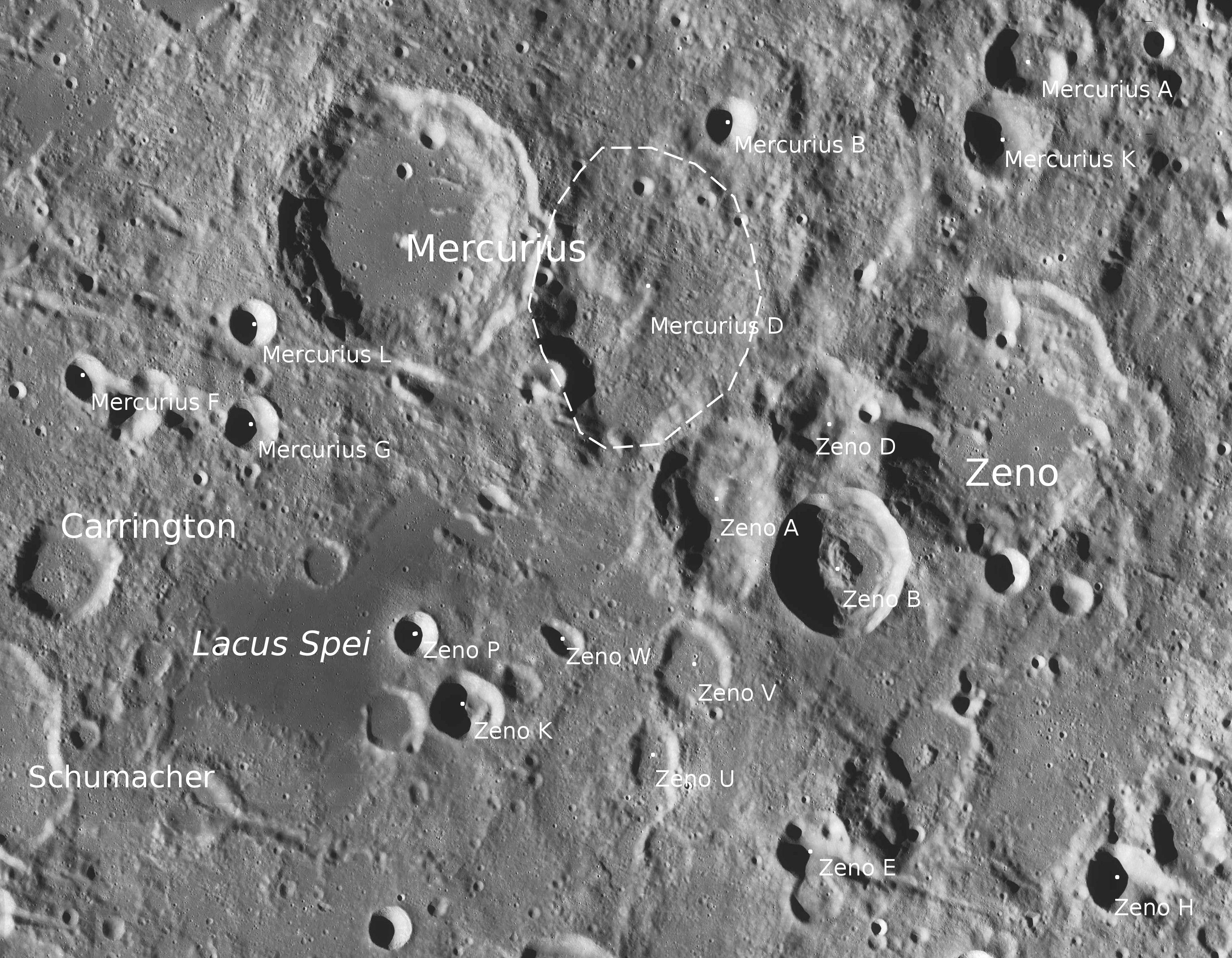
Kráter Zeno a okolí

Zeno je impaktní kráter nacházející se východo-severovýchodně od měsíčního moře Lacus Spei (Jezero naděje) poblíž severovýchodního okraje přivrácené strany Měsíce. Vzhledem ke své poloze je vidět ze Země velmi zkresleně. Má průměr 65 km, jeho okrajový val je značně nepravidelný. Na dně se nachází malý centrální pahorek.
Západo-severozápadně lze nalézt kráter Mercurius a východně kráter Boss.

## Název
Pojmenován je podle starořeckého astronoma a filosofa Zénóna z Kitia.

## Satelitní krátery
V okolí kráteru se nachází několik dalších kráterů. Ty byly označeny podle zavedených zvyklostí jménem hlavního kráteru a velkým písmenem abecedy.
| Zeno | Sel. šířka | Sel. délka | Průměr |
| ---- | ---------- | ---------- | ------ |
| A    | 44.5° S    | 70.0° V    | 44 km  |
| B    | 44.0° S    | 71.0° V    | 37 km  |
| D    | 45.0° S    | 71.2° V    | 29 km  |
| E    | 41.7° S    | 70.8° V    | 18 km  |
| F    | 42.4° S    | 80.0° V    | 17 km  |
| G    | 43.9° S    | 73.1° V    | 11 km  |
| H    | 41.4° S    | 74.4° V    | 17 km  |
| J    | 44.2° S    | 76.3° V    | 13 km  |
| K    | 42.8° S    | 66.6° V    | 18 km  |
| P    | 43.4° S    | 66.1° V    | 11 km  |
| U    | 42.5° S    | 68.8° V    | 16 km  |
| V    | 43.0° S    | 69.3° V    | 22 km  |
| W    | 43.3° S    | 67.6° V    | 10 km  |
| X    | 43.6° S    | 76.9° V    | 17 km  |